# Danh sách đĩa đơn quán quân Hot 100 năm 2018 (Mỹ)
Bảng xếp hạng Billboard Hot 100 là một bảng xếp hạng thu âm liệt kê theo thứ tự các bài hát nổi bật nhất trên thị trường Hoa Kỳ. Số liệu của bảng xếp hạng này được Nielsen SoundScan tổng hợp và được xuất bản hằng tuần bởi tạp chí Billboard, dựa trên tổng thể về doanh số đĩa vật lý và tải kỹ thuật số hằng tuần, cũng như tần suất phát sóng trên các trạm phát thanh tại Hoa Kỳ và lượng stream trên các dịch vụ âm nhạc trực tuyến của mỗi bài hát.

## Lịch sử xếp hạng
| Bài hát có thành tích tốt nhất năm 2018 | Bài hát có thành tích tốt nhất năm 2018 |

| TT.  | Ấn bản ngày | Bài hát           | Nghệ sĩ                               | Ng.             |
| ---- | ----------- | ----------------- | ------------------------------------- | --------------- |
| 1069 | 3 tháng 1   | "Perfect"         | Ed Sheeran và Beyoncé                 | [ 2 ] [ 3 ]     |
| 1069 | 6 tháng 1   | "Perfect"         | Ed Sheeran và Beyoncé                 | [ 4 ] [ 5 ]     |
| 1069 | 13 tháng 1  | "Perfect"         | Ed Sheeran và Beyoncé                 | [ 6 ] [ 7 ]     |
| 1069 | 20 tháng 1  | "Perfect"         | Ed Sheeran                            | [ 8 ] [ 9 ]     |
| 1070 | 27 tháng 1  | "Havana"          | Camila Cabello hợp tác với Young Thug | [ 10 ] [ 11 ]   |
| 1071 | 3 tháng 2   | "God's Plan"      | Drake                                 | [ 12 ] [ 13 ]   |
| 1071 | 10 tháng 2  | "God's Plan"      | Drake                                 | [ 14 ] [ 15 ]   |
| 1071 | 17 tháng 2  | "God's Plan"      | Drake                                 | [ 16 ] [ 17 ]   |
| 1071 | 24 tháng 2  | "God's Plan"      | Drake                                 | [ 18 ] [ 19 ]   |
| 1071 | 3 tháng 3   | "God's Plan"      | Drake                                 | [ 20 ] [ 21 ]   |
| 1071 | 10 tháng 3  | "God's Plan"      | Drake                                 | [ 22 ] [ 23 ]   |
| 1071 | 17 tháng 3  | "God's Plan"      | Drake                                 | [ 24 ] [ 25 ]   |
| 1071 | 24 tháng 3  | "God's Plan"      | Drake                                 | [ 26 ] [ 27 ]   |
| 1071 | 31 tháng 3  | "God's Plan"      | Drake                                 | [ 28 ] [ 29 ]   |
| 1071 | 7 tháng 4   | "God's Plan"      | Drake                                 | [ 30 ] [ 31 ]   |
| 1071 | 14 tháng 4  | "God's Plan"      | Drake                                 | [ 32 ] [ 33 ]   |
| 1072 | 21 tháng 4  | "Nice for What"   | Drake                                 | [ 34 ] [ 35 ]   |
| 1072 | 28 tháng 4  | "Nice for What"   | Drake                                 | [ 36 ] [ 37 ]   |
| 1072 | 5 tháng 5   | "Nice for What"   | Drake                                 | [ 38 ] [ 39 ]   |
| 1072 | 12 tháng 5  | "Nice for What"   | Drake                                 | [ 40 ] [ 41 ]   |
| 1073 | 19 tháng 5  | "This Is America" | Childish Gambino                      | [ 42 ] [ 43 ]   |
| 1073 | 26 tháng 5  | "This Is America" | Childish Gambino                      | [ 44 ] [ 45 ]   |
| lại  | 2 tháng 6   | "Nice for What"   | Drake                                 | [ 46 ] [ 47 ]   |
| lại  | 9 tháng 6   | "Nice for What"   | Drake                                 | [ 48 ] [ 49 ]   |
| 1074 | 16 tháng 6  | "Psycho"          | Post Malone hợp tác với Ty Dolla Sign | [ 50 ] [ 51 ]   |
| lại  | 23 tháng 6  | "Nice for What"   | Drake                                 | [ 52 ] [ 53 ]   |
| 1075 | 30 tháng 6  | "Sad!"            | XXXTentacion                          | [ 54 ] [ 55 ]   |
| 1076 | 7 tháng 7   | "I Like It"       | Cardi B, Bad Bunny và J Balvin        | [ 56 ] [ 57 ]   |
| lại  | 14 tháng 7  | "Nice for What"   | Drake                                 | [ 58 ] [ 59 ]   |
| 1077 | 21 tháng 7  | "In My Feelings"  | Drake                                 | [ 60 ] [ 61 ]   |
| 1077 | 28 tháng 7  | "In My Feelings"  | Drake                                 | [ 62 ] [ 63 ]   |
| 1077 | 4 tháng 8   | "In My Feelings"  | Drake                                 | [ 64 ] [ 65 ]   |
| 1077 | 11 tháng 8  | "In My Feelings"  | Drake                                 | [ 66 ] [ 67 ]   |
| 1077 | 18 tháng 8  | "In My Feelings"  | Drake                                 | [ 68 ] [ 69 ]   |
| 1077 | 25 tháng 8  | "In My Feelings"  | Drake                                 | [ 70 ] [ 71 ]   |
| 1077 | 1 tháng 9   | "In My Feelings"  | Drake                                 | [ 72 ] [ 73 ]   |
| 1077 | 8 tháng 9   | "In My Feelings"  | Drake                                 | [ 74 ] [ 75 ]   |
| 1077 | 15 tháng 9  | "In My Feelings"  | Drake                                 | [ 76 ] [ 77 ]   |
| 1077 | 22 tháng 9  | "In My Feelings"  | Drake                                 | [ 78 ] [ 79 ]   |
| 1078 | 29 tháng 9  | "Girls Like You"  | Maroon 5 hợp tác với Cardi B          | [ 80 ] [ 81 ]   |
| 1078 | 6 tháng 10  | "Girls Like You"  | Maroon 5 hợp tác với Cardi B          | [ 82 ] [ 83 ]   |
| 1078 | 13 tháng 10 | "Girls Like You"  | Maroon 5 hợp tác với Cardi B          | [ 84 ] [ 85 ]   |
| 1078 | 20 tháng 10 | "Girls Like You"  | Maroon 5 hợp tác với Cardi B          | [ 86 ] [ 87 ]   |
| 1078 | 27 tháng 10 | "Girls Like You"  | Maroon 5 hợp tác với Cardi B          | [ 88 ] [ 89 ]   |
| 1078 | 3 tháng 11  | "Girls Like You"  | Maroon 5 hợp tác với Cardi B          | [ 90 ] [ 91 ]   |
| 1078 | 10 tháng 11 | "Girls Like You"  | Maroon 5 hợp tác với Cardi B          | [ 92 ] [ 93 ]   |
| 1079 | 17 tháng 11 | "Thank U, Next"   | Ariana Grande                         | [ 94 ] [ 95 ]   |
| 1079 | 24 tháng 11 | "Thank U, Next"   | Ariana Grande                         | [ 96 ] [ 97 ]   |
| 1079 | 1 tháng 12  | "Thank U, Next"   | Ariana Grande                         | [ 98 ] [ 99 ]   |
| 1080 | 8 tháng 12  | "Sicko Mode"      | Travis Scott                          | [ 100 ] [ 101 ] |
| lại  | 15 tháng 12 | "Thank U, Next"   | Ariana Grande                         | [ 102 ] [ 103 ] |
| lại  | 22 tháng 12 | "Thank U, Next"   | Ariana Grande                         | [ 104 ] [ 105 ] |
| lại  | 29 tháng 12 | "Thank U, Next"   | Ariana Grande                         | [ 106 ] [ 107 ] |